# Salzabach
Der Salzabach (auch Salza oder Mitterndorfer Salza) ist ein rund 27 Kilometer langer Fluss im steiermärkischen Bezirk Liezen (Expositur Bad Aussee und Expositur Gröbming), der bei Niederöblarn von links in die Enns mündet.

## Verlauf
Der Salzabach entspringt am Südrand des Toten Gebirges nordwestlich der Tauplitzalm am Fuße des Schneiderkogels. Nach etwa 500 Metern versickert er auf der Ödernalm, um nach weiteren 500 Metern wieder zutage zu treten. Dann nimmt er im Öderntal zunächst die Richtung nach Westen, bevor er sich, den Lawinenstein – einen Vorberg des Toten Gebirges – umfließend, nach Süden wendet.
In Bad Mitterndorf erreicht er das breite, sich in Ost-West-Richtung erstreckende Hinterbergtal, das er, nun mit geringerem Gefälle, von Nord nach Süd durchquert. Hier nimmt er zahlreiche kleinere Wasserläufe auf und entwässert so den mittleren Teil des Hinterbergtals.
Zwischen dem Grimming und dem Kemetgebirge durchschneidet der Salzabach in einem äußerst engen Durchbruchstal, der Salzaschlucht, das Kalkmassiv des östlichen Teils des Dachsteingebietes. Am Ausgang der Schlucht wurde Ende der 1940er Jahre eine 53 Meter hohe Staumauer errichtet, die den Salzabach zum 5,5 Kilometer langen Salza-Stausee aufstaut. Ein kleines, über eine 700 Meter lange Druckleitung verbundenes Kraftwerk besitzt eine Leistung von 8 Megawatt.

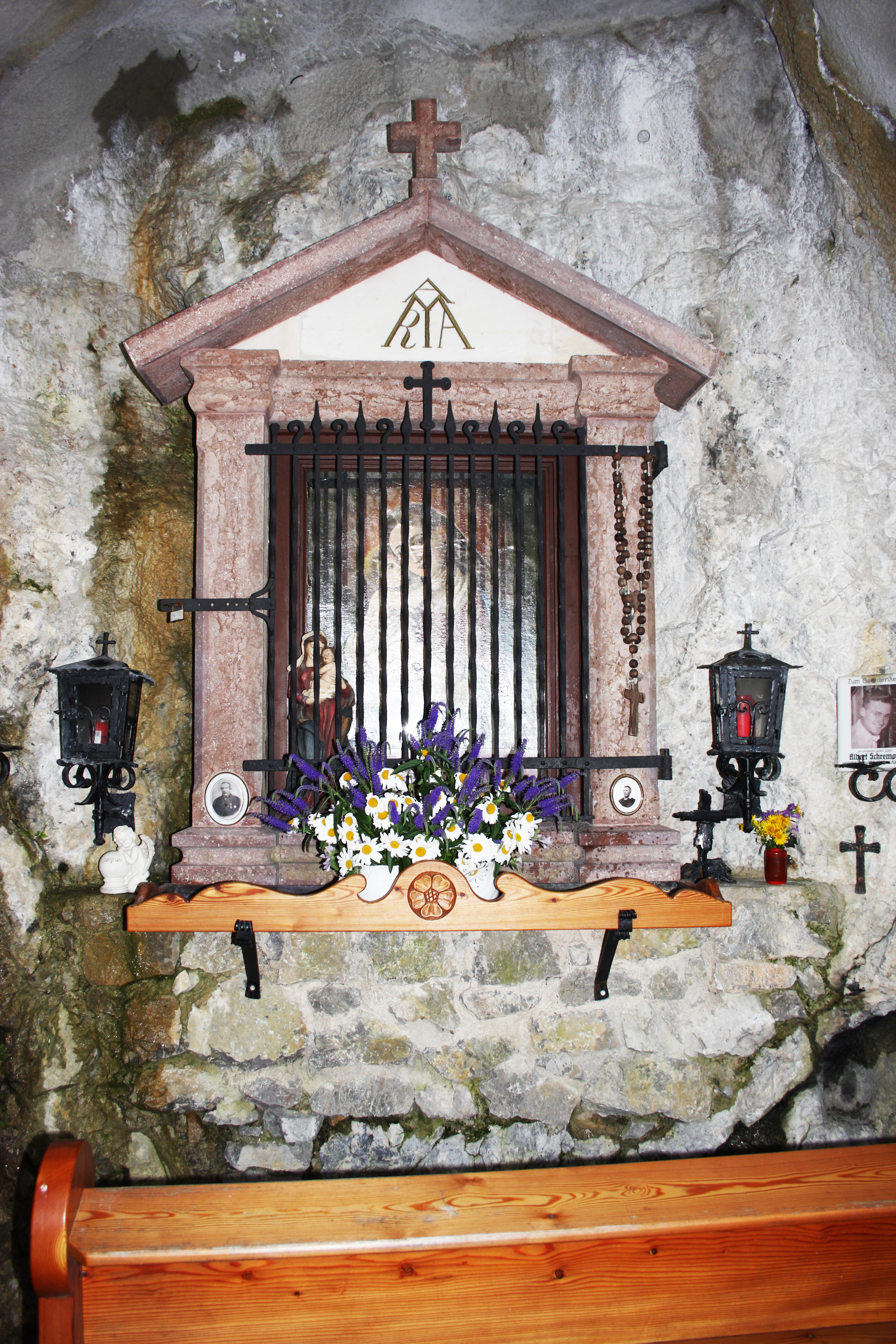
Marienbild

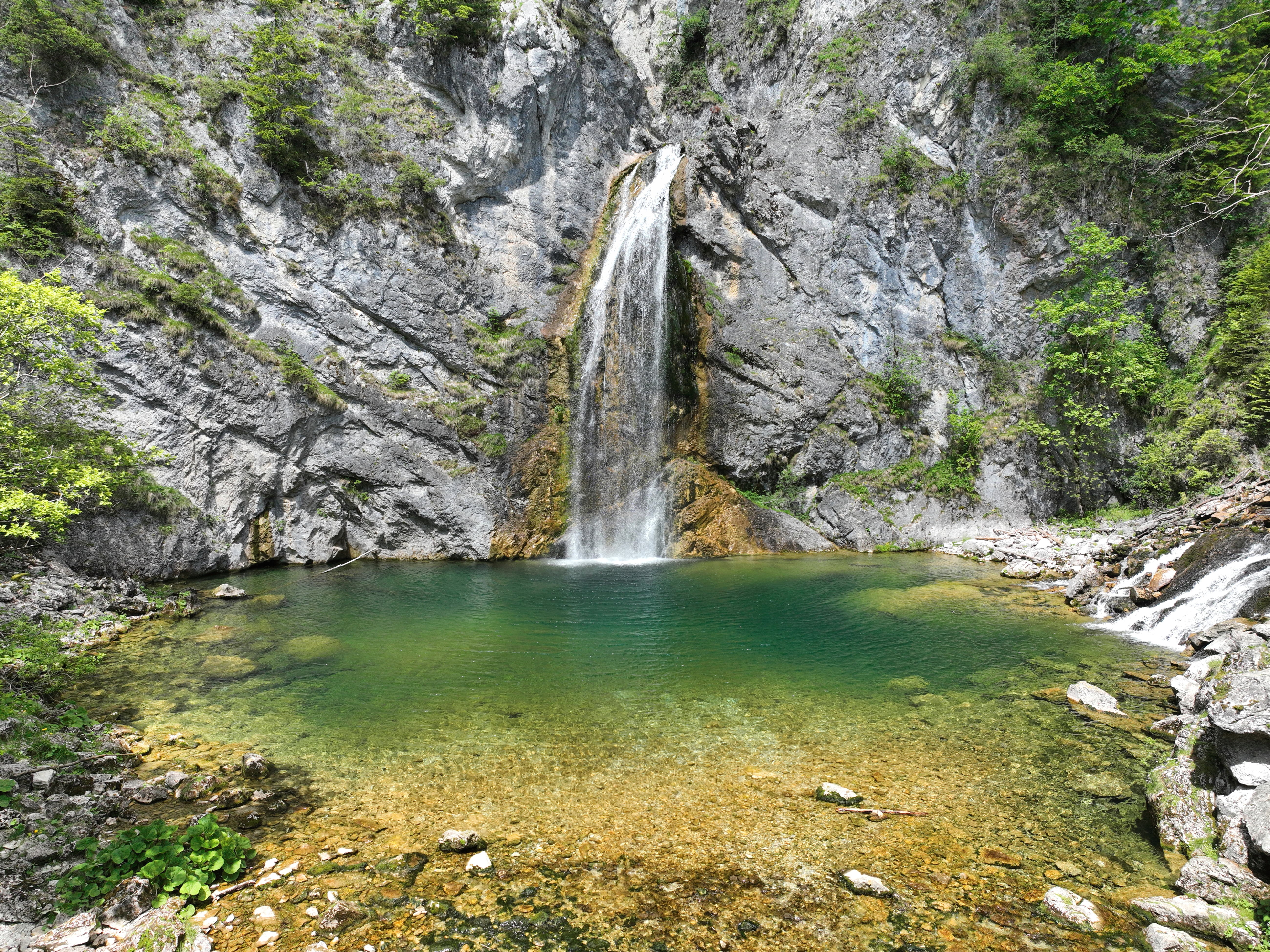
Salza-Wasserfall

In der Nähe der Staumauer befindet sich eine kleine Andachtsstelle mit einem Marienbildnis, das sogenannte Salza-Kircherl. Etwa 200 Meter nach der Staumauer folgt der Salza-Wasserfall mit einer Gesamthöhe von 40 Metern, der auch zum Wasserspringen genutzt wird.
Nach der Durchquerung des Gemeindegebietes von Sankt Martin am Grimming bildet der Salzabach bis zu seiner Mündung in die Enns die Grenze zwischen St. Martin und Mitterberg.